# Lawrence Guy
Lawrence Thomas Guy (Las Vegas, 17 marzo 1990) è un giocatore di football americano statunitense che gioca nel ruolo di defensive end per i New England Patriots della National Football League (NFL). Fu scelto nel corso del settimo giro (233º assoluto) del Draft NFL 2012 dai Green Bay Packers. Al college ha giocato a football all'Università statale dell'Arizona.

## Carriera professionistica

### Green Bay Packers
Guy fu scelto nel corso del settimo giro del Draft 2011 dai Green Bay Packers. Nella sua prima stagione nel Wisconsin non scese mai in campo nella stagione regolare.

### Indianapolis Colts
Il ottobre 2012, Guy firmò con gli Indianapolis Colts. Nella settimana 7 della stagione 2012 debuttò come professionista contro i Cleveland Browns mettendo a segno un tackle. Nella settimana 16 contro i Kansas City Chiefs partì per la prima volta come titolare, cosa che si ripeté anche nell'ultimo turno di campionato in cui mise a segno il primo sack in carriera contro gli Houston Texans. La sua stagione si concluse con 9 presenze con 18 tackle e 1 sack. Fu svincolato il 7 ottobre 2013.

### San Diego Chargers
Il giorno successivo, Guy firmò coi San Diego Chargers con cui nel 2013 disputò 10 partite.

### Baltimore Ravens
Il 24 settembre 2014, Guy firmò coi Baltimore Ravens dopo avere passato le prime tre settimane della stagione regolare coi Chargers.

### New England Patriots
Nel 2017 Guy firmò con i New England Patriots. Alla fine della stagione 2018 partì come titolare nel Super Bowl LIII vinto contro i Los Angeles Rams per 13-3.

## Palmarès
- Super Bowl : 1

New England Patriots: LIII
- American Football Conference Championship: 2

New England Patriots: 2017, 2018

## Statistiche
| Partite totali      | 35  |
| Partite da titolare | 3   |
| Tackle              | 54  |
| Sack                | 1,0 |
| Intercetti          | 0   |

Statistiche aggiornate alla stagione 2014